# Elaphoglossum erythrotrichum
Elaphoglossum erythrotrichum là một loài dương xỉ trong họ Dryopteridaceae. Loài này được Kl.msc. mô tả khoa học đầu tiên..
Danh pháp khoa học của loài này chưa được làm sáng tỏ. 